# Juan Zapatero y Navas
Juan Zapatero y Navas fou un militar espanyol destacat a Catalunya.

## Biografia
Juan Zapatero y Navas (Ceuta 1810 - Madrid 1881) fou un militar de professió que a la guerra contra els carlins obtingué al País Basc el grau de coronel (1837). Posteriorment fou destinat a Catalunya on participà en l'assetjament de Barcelona de 1843. L'any següent, participà en els assetjaments de Figueres, Alacant i Cartagena aconseguint el grau de brigadier. Amb l'alçament del juliol del 1854 el govern el nomenà governador militar de Catalunya. Al març del 1855 li fou encomenada interinament la capitania general de Catalunya, i pel juny n'esdevingué titular en propietat.

### Governador militar de Catalunya
En l'exercici d'aquest càrrec es caracteritzà com a home dur i cruel, simplista i arbitrari. Darrere la formalitat d'un judici militar, protagonitzà l'eliminació de Josep Barceló, líder obrer, amb l'execució del qual pensava acabar amb la qüestió obrera. Sota la seva direcció es portà a terme, després de la vaga general del 1855, la repressió contra les associacions obreres, contra els dirigents demòcrates i contra la milícia nacional. En produir-se a Barcelona l'aixecament contra la caiguda d'Espartero, esclafà la revolta amb una gran bany de sang. Arribà a suprimir, fins i tot, les societats de socors mutus. Com a recompensa per la seva activitat repressiva fou promogut a tinent general l'agost del 1856. Popularment fou conegut com el Tigre de Catalunya.

### Altres Destinacions
Un cop relevat de Catalunya, fou capità general d'Andalusia (1858-1859), Galícia (1862-1865) i Aragó (1865-1866), conseller d'Estat (1866-1867). Es retira del 1868 al 1874, i amb la Restauració se li concedí el títol del marquès de Santa Marina (1875). Fou, encara, director general dels cossos d'estat major (1875) i director general del cos i quarter d'invàlids (1877-1881). Fou també senador vitalici per la província de Zamora. Moriria a Madrid l'any 1881.